# 大西弘司
大西 弘司（おおにし こうじ、1968年7月19日 - ）は、東京都品川区出身の日本の写真家。活動は主に広告媒体、会社案内、建築の撮影。クレジットは大西弘司、Koji Onishiと表記

## 来歴
東京都立雪谷高等学校を経て、多摩美術大学二部を卒業した。
撮影制作会社アシスタント、写真家川津英夫のアシスタントを経て、東京アドデザイナースに入社。東京アドデザイナース ディレクターフォトグラファーを最後に退職、タイへ拠点を移す。ASEAN諸国や中国において写真家活動を行う。
2011年に「JK Creation Co.,Ltd.」、2021年に「ThaiHey Creative G.H.」をそれぞれ設立した。
2021年に、タイと日本の2拠点とする。

## 主な作品
- 世界の街道をゆく（テレビ朝日） - 　番組内写真（「大河の流れと共に続く歴史街道・タイ」、2021年6月1日 - 6月30日）
- エステー - 米唐番シリーズ
- ダイワハウス - 海外事業部